# Smrt in pogreb Princa Filipa, vojvode Edinburškega
Princ Filip, vojvoda Edinburški in mož kraljice Elizabete II iz Združenega kraljestva, je umrl na gradu Windsor v starosti 99 let 9. aprila 2021 zjutraj, dva meseca pred svojim 100. rojstnim dnevom. Vzroka smrti kraljeva družina ni razkrila, čeprav je v uradni izjavi pisalo, da je »umrl mirno«. Njegov pogreb je bil 17. aprila.
Smrt vojvode je sprožila operacijo Forth Bridge, načrt, ki podrobno opisuje postopke, vključno s širjenjem informacij, nacionalno žalovanje in njegov pogreb. Vojvoda je izrazil želje po manjšem pogrebu, čeprav so bili še vedno spremenjeni načrti za uskladitev njegovega pogreba s predpisi COVIDA-19, vključno s karanteno za člane vojvodine družine, ki so potovali iz tujine.  
Predstavniki držav in skupin po vsem svetu so kraljici, Britancem in državljanom Commonwealtha izrekli sožalje. Javnost je v Buckinghamski palači in gradu Windsor pustila rože in sožalje, člani kraljeve družine pa so se vojvodi javno poklonili v dneh po njegovi smrti.

## Bolezen in smrt
Princ Filip je imel v letih pred svojo smrtjo veliko zdravstvenih težav zaradi česar je bil večkrat sprejet v razne bolnišnice. Leta 2012 je bil sprejet v bolnišnico zaradi okužbe mehurja. Junija 2013 je opravil raziskovalno operacijo trebuha, aprila 2018 pa je opravil operacijo nadomestitve kolka. 16. februarja 2021 je bil princ zaradi slabega počutja sprejet v bolnišnico kralja Edwarda VII. 1. marca istega leta je bil princ premeščen v bolnišnico sv. Bartolomeja, 3. marca pa je opravil uspešen postopek za obstoječe srčno stanje. 5. marca je bil premeščen nazaj v bolnišnico kralja Edwarda, 16. marca pa je bil izpuščen in se nato vrnil nazaj v grad Windsor.
9. aprila 2021 zjutraj, tri tedne po vrnitvi iz bolnišnice, je 99-letni princ Filip, vojvoda Edinburške, umrl. Čez dva meseca bi princ imel 100 let. Opoldne tega dne je kraljeva družina BST objavila njegovo smrt in objavila izjavo, da je tisto jutro na gradu Windsor "mirno umrl". Snaha vojvode Sophie, grofica od Wessexa, je njegovo smrt opisala kot nežno. Bilo je tako, kot da ga je nekdo prijel za roko in odšel. Kraljica je stala ob njemu dokler ni umrl. Buckinghamska palača je približno mesec dni po njegovi smrti objavila, da je umrl naravne smrti zaradi visoke starosti.

## Operacija Fort Bridge
Nacionalni načrt za javno obvladovanje princove smrti se je imenoval Operacija Forth Bridge, poimenovan po Forth Bridgeu blizu Edinburgha, mesta njegovega vojvodstva. Po navedbah College of Arms je bil prvotni načrt Forth Bridge spremenjen glede na pandemijo COVIDA-19.
Vse zastave Evrposke Unije in državne zastave so bile spuščene, vladne smernice pa so predlagale, da se druge zastave na vladnih zgradbah - na primer zastave oboroženih sil ali zastave ponosa - v času žalovanja zamenjajo z zastavo Unije na polovico janborja. Vendar pa je Royal Standard (takrat zastava nad gradom Windsor) še naprej visel s polnim jamborom, saj predstavlja prisotnost živega monarha. Poslanci so v spodnjem domu nosili črne kravate, na levi pa so nosili tudi črne trakove. V osemdnevnem času žalovanja niso bili sprejeti nobeni zakoni. 
9. aprila je ob 18. uri začel zvoniti tenorski zvon v Westminsterski opatiji, ki so ga 99 minut zazvonili enkrat na minuto, da bi odražali princovo življenjsko dobo. 
Načrt je vključeval naloge za razširjanje novic po vsej Skupnosti. V Avstraliji, ki je eno od držav Commonwealtha, katere kraljica je Elizabeta, je bil za obveščanje vlade in javnosti odgovoren generalni guverner David Hurley.  
Večina vojaških vaj za pogrebni sprevod je bila v kampu Pirbright, popolna generalna vaja pa je bila na gradu Windsor 15. aprila.

## Pogreb
Pogreb princa Filipa je bil 17. aprila 2021 v cerkvi sv. Jurija na gradu Windsor.
Princ Filip je dobil kraljevski ceremonialni pogreb in ne državni pogreb, ki je običajno rezerviran za prince. Omenil je željo po minimalni "napori";  kot tak ni ležal v državi, čeprav je princ pred pogrebom "ležal v mirovanju" v zasebni kapeli na gradu Windsor. Pred bogoslužjem so krsto iz te kapele preselili v Notranjo dvorano gradu, kjer so še molili. Njegove želje naj bi bile vojaški pogreb v cerkve sv. Jurija in pokop krste v vrtovih Frogmore, medtem, ko je pokop v cerkvi sv. Jurija bolj tradicionalen. Ta kraljevski slovesni pogreb je na isti ravni časti, kot jo je prej imela kraljica Elizabeta, kraljica mati in Diana, princesa Wales. Dogodek je bil spremljan po televiziji. BBC je pogreb spremljal na BBC One in BBC News ter na Radiu 4 in Radiu 5 v živo. Glavni voditelji televizijskih oddaj so bili Huw Edwards, Sophie Raworth in JJ Chalmers (nekdanji Royal Marine);  Martha Kearney je skupaj z Jonnyjem Dymondom in Tracy Borman gostila radijsko oddajo. Pogreb je bil predvajan tudi na ITV, ki ga je vodil Tom Bradby, pa tudi na Sky News in Sky One, ki ga je vodil Dermot Murnaghan. ABC, CNN, Fox News, MSNBC in NBC so pogreb predvajali v ZDA. Po ocenah si je dogodek v Veliki Britaniji ogledalo 13,6 milijona ljudi z vsega sveta.
Na zahodnih stopnicah kapele, ki jih je obložila Gospodinjska konjenica, je krsto nosilo osem nosilcev kraljevskih marincev. Častna garda in godba iz puškarskega polka so zaigrali državno himno, piloti kraljeve mornarice pa so ob 14:53 potegnili ob strani, nato pa je ob 15. uri sledila državna minuta molka. Na gradu Windsor je bilo prisotnih približno 730 pripadnikov oboroženih sil, vključno s štirimi vojaškimi bandami.
Princ Filip je bil pokopan ob 16:00 v kraljevskem trezorju pri cerkvi sv. Jurija. Po smrti njegove žene bodo njegovi posmrtni ostanki preseljeni v spominsko kapelo kralja Jurija VI znotraj sv. Jurija, kjer bodo pokopani drug ob drugem.